# Richardides

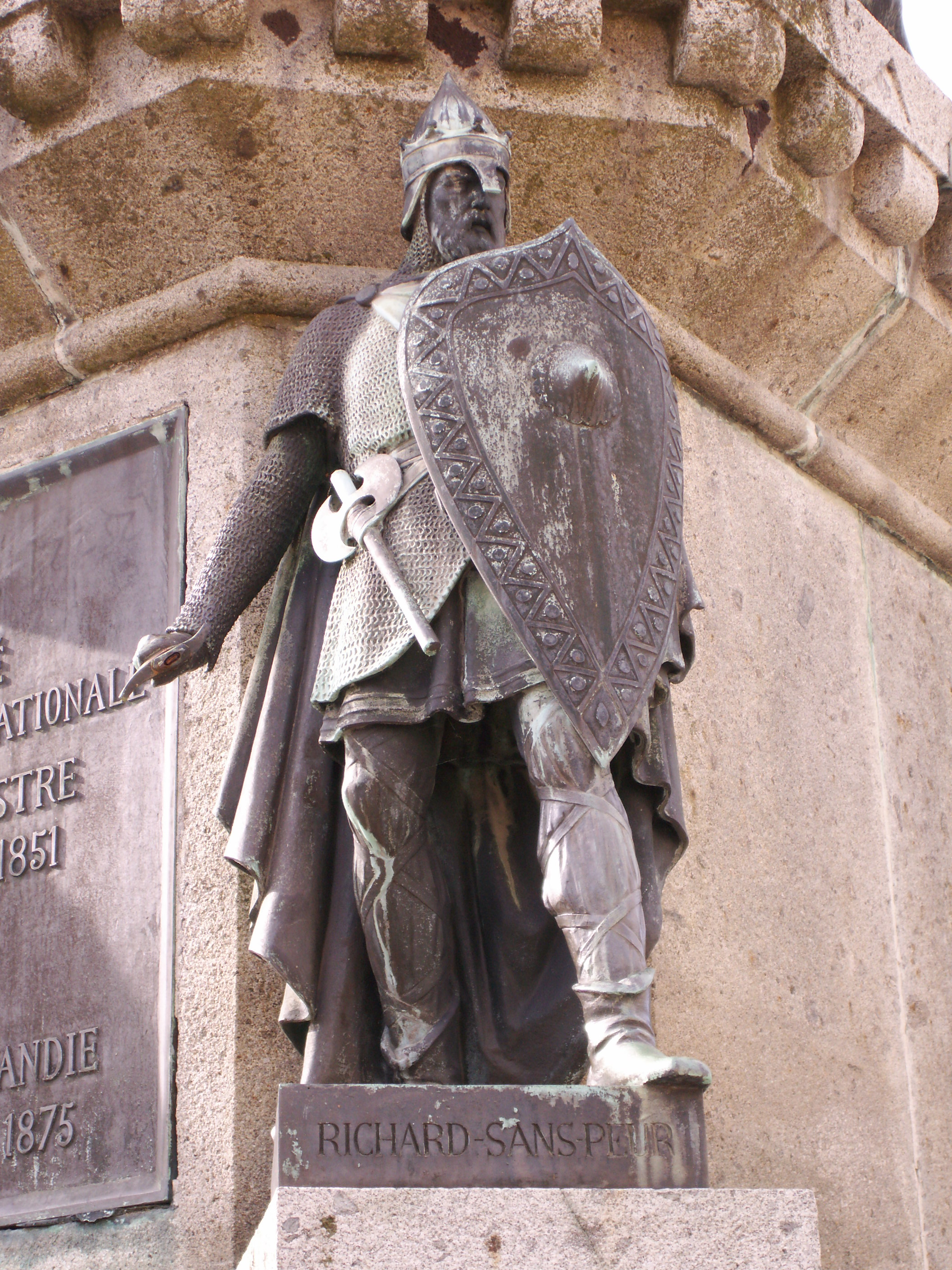
Riccardo I o "Senza Paura"

Richardides (letteralmente: "Riccàrdidi, discendenti di Riccardo"), o "Richardistes", sono definiti in francese i discendenti del duca di Normandia Riccardo I, detto "Riccardo senza Paura", che ebbero ruoli di rilevanza nella storia della Normandia dei secoli X-XI.

Sono particolarmente ricordati per la loro rivalità nei confronti di Guglielmo II di Normandia (noto quest’ultimo anche come Guglielmo il Bastardo e poi come Guglielmo I d'Inghilterra) la quale, infine, li avrebbe portati alla scomparsa della loro fazione dalla scacchiera della politica del tempo.

## La definizione
Del termine, nel rispettivo significante linguistico, che definisce i discendenti di Riccardo I, risulta maggiormente invalso l'uso tra gli studiosi francesi rispetto ai colleghi anglofoni.
Introdusse per primo a suo modo tale definizione, nel nucleo profondo del suo significato, Dudo o Dudone, decano della collegiata di San Quintino e autore della Historia Normannorum, o De moribus et actis primorum Normanniae ducum, opera di datazione incerta, scritta fra il 1015 ed il 1030 o, secondo altri, in particolare tra il 996 e il 1020, e che ebbe come fonte principale la narrazione orale di Raoul d'Ivry, ma anche di Gunnora, capostipite dei Richardides in quanto moglie di Riccardo I Senza Paura: donna eccezionale che addirittura Dudo magnifica quale «capacisque memoriae et recordationis thesauro profusius locupletatae». 
«L'opera è scritta in un latino abbastanza complesso [oscuro secondo alcuni] ed è un prosimetro, ovvero alterna la narrazione in prosa (comunque prevalente) con poemi in versi. I metri utilizzati dall’autore sono molteplici e molto vari».

## Genealogia
Da Riccardo I († 996), duca di Normandia:
```
 x Emma, figlia di 
Ugo il Grande
. Senza discendenti
 x 
Gunnora di Normandia
 (unione 
more danico
) 
  │
  ├─>
Riccardo II
 († 1026), duca di Normandia
  │    │
  │    ├─>
Mauger di Rouen
 († prima del 1060), arcivescovo di Rouen
  │    ├─>Guglielmo d'Arques o di Talou († apr. 1054), conte di Arques e di Talou
  │    ├─>Riccardo III di Normandia (
1001
†
1028
) figlio di Riccardo II e di Giuditta di Bretagna
  │    └─>Roberto I di Normandia (
1002
/
1010
[
6
]
†
1035
) figlio di Riccardo II e di Giuditta di Bretagna
  │        │
  │        └─> Dall'unione 
more danico
 di Roberto I con 
Herleva di Falaise detta anche Arletta
, nacque a Falaise nel 1028 
Guglielmo II di Normandia
, noto poi come Guglielmo I d'Inghilterra e Guglielmo il Conquistatore
  │
  ├─>
Roberto
 (970?†1037)
[
7
]
, conte di Évreux e arcivescovo di Rouen, ebbe il soprannome di 
danese
, che era stato attribuito ad un fratello omonimo, morto giovane.
[
8
]
[
9
]
  Dalla sposa Adélaïde di Barcelone ebbe i figli Agnese d'Évreux (1035†1118) e l'erede del titolo comitale Guillaume Crespin (†1118)
[
7
]

  │  │
  │  ├─>
Riccardo
, conte di Évreux (1037-1067)
  │  ├─>Raoul di 
Gacé
 (†1051) che dalla sposa Basilie Flaitel ebbe l'erede Roberto (†1064)
[
7
]

  │  └─>Guglielmo (1005-) che dalla moglie Havoise Giroie (?1015†1079), sposata nel 1037, ebbe Emma e Judith (Giuditta) (?1045†?1076), anch'esse nominate tra i Richardides
[
7
]
 da Dudo
  │
  ├─>Mauger di Normandia, conte di Corbeil
  │  │
  │  └─>Guglielmo (Guillaume) Guerlenc, conte di Mortain, esiliato dopo il 1055
  │
  ├─>
Emma di Normandia
 († 1052), 
Regina d'Inghilterra

  │  x1 
Etelredo (Æthelred) II
, 
re d'Inghilterra

  │  x2 
Canuto II di Danimarca
 (Knut), re di Danimarca e di Inghilterra
  │
  ├─>
Havoise di Normandia

  │  x 
Goffredo I di Bretagna
, conte di 
Rennes
 e duca di 
Bretagna
 dal 992 († 1008)
  │
  ├─>Mathilde di Normandia
  │  x 
Oddone (Eudes)
 († 1037) 
conte di Blois

  │

 x concubine
  │
  ├─>
Goffredo di Brionne
, 
conte d'Eu
 e di 
Brionne
, dal 996 († 1015)
  │  │
  │  └─>
Gilberto di Brionne
 
conte d'Eu
 e di 
Brionne
, dal 1015 († 1040)
  │     ├─>Baudouin di 
Meules
 († 1090), signore anglo-normanno
  │     └─>
Famiglia de Clare

  │
  ├─>Guglielmo 
conte d'Eu

  │   x 
Lesceline de Turqueville

  │   │ 
  │   ├─>Robert 
conte d'Eu
 e signore di 
Hastings
, morto tra il 1089 e il 1093
[
10
]

  │   ├─>Guglielmo (Guillaume) Busac (ca 1020
[
11
]
-ca 1076
[
8
]
 fu forse 
conte d'Eu
 prima di essere defenestrato, poi conte di Soissons 
jure uxoris
 (per aver sposato l'ereditiera Adélaïde)
[
12
]

  │   └─>
Ugo (Hugues) d'Eu
, vescovo di 
Lisieux

  │
  └─>Roberto (Robert), conte di 
Avranches

     └─>Riccardo (Richard), conte di Mortain, esiliato nel 1026.
```

## L'origine

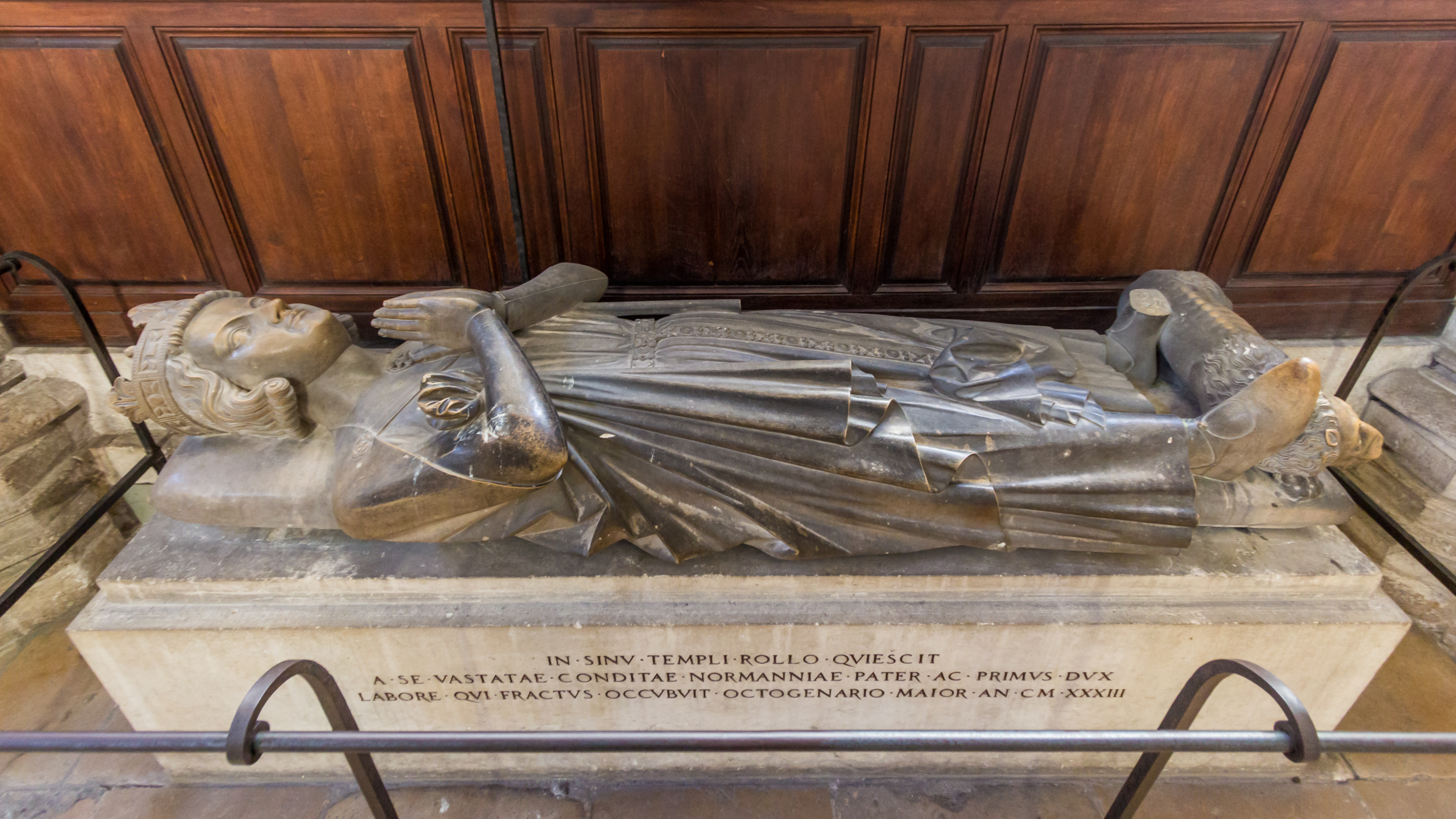
Effigie di Rollo, Notre-Dame de Rouen

I "discendenti di Riccardo" sono una frangia dei Rollonides, ossia dei discendenti dello jarl norvegese Hrôlfr, o Rollo, Rollone, che verso la fine del IX secolo e all'inizio del successivo si insediarono dapprima sulla costa nordoccidentale del Regno dei Franchi, giungendo fin quasi a Parigi per poi ottenere da Carlo III di Francia il controllo dell'antica Neustria, offrendo in cambio sia supporto militare sia una minore incidenza di scorrerie vichinghe nel territorio franco.

Rollo sancì solennemente tale patto con la propria conversione al cristianesimo, seguita poi da una conversione in grandi numeri da parte dei Normanni, mentre via via procedevano all'annessione dei territori limitrofi e ottenevano il riconoscimento, nel 924, del Ducato di Normandia.

## Riccardo I: il capostipite
Scaturigine iniziale della discendenza, dunque, secondo la definizione di Dudo, era stato Riccardo I Senza Paura, Jarl (ovvero: "Conte") dei Normanni e conte di Rouen.

### Dudone di San Quintino: caratteri della storiografia dudoniana e dei suoi epigoni

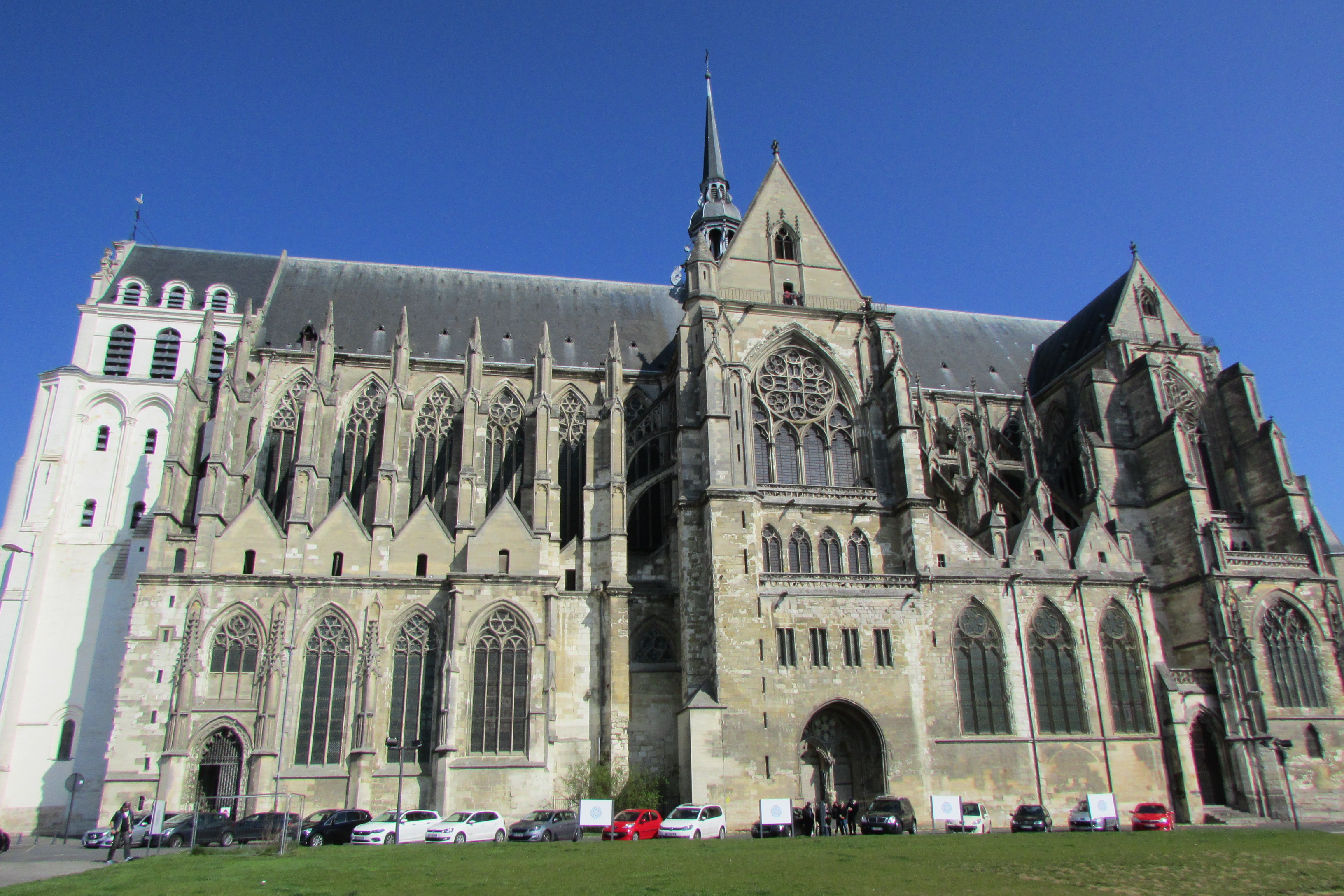
La Basilica di San Quintino

Nei confronti dei discendenti di Rollo, lo storiografo si avvale di toni addirittura agiografici, non nascondendo i propri intenti apologetici e panegiristi, in modo da inscrivere l'insediamento vichingo in Neustria e la stessa stirpe dei Normanni (gli "uomini del Nord", secondo l'etimologia proposta da Wace) che si sarebbe generata dal primo duca, appunto Rollo, in una prospettiva provvidenziale. Viene insomma messa in atto un'operazione di immagine complessa, fondata su un «distanziamento» e su un tentativo di «rimozione» di quanto di problematico era insito nel ricordo e nella stessa "«eredità»" nordica (che erano legati nell'ottica delle vittime a un popolo invasore dedito al più brutale saccheggio), ossia di «nascondimento» se non di esplicita «censura», via via però sempre più sfumati. L'intento era di favorire un netto miglioramento propagandistico della visione dei popoli 'altri' nei confronti dei vichinghi, sia per facilitare l'integrazione di questi ultimi, sia per promuovere, nei processi di autorappresentazione del popolo vichingo stesso, la creazione di una «identità collettiva».
Tale, in generale, fu la complessa istanza cui si sarebbe ispirata la storiografia normanna (ed anzi in molti casi per essa si può stabilire un esplicito rapporto di "commissione" tra principe committente e storiografo), con la formazione, in generale, di una «tradizione ufficiale».
L'integrazione preconizzata doveva attualizzarsi passando attraverso tre canali ideologici: «come cristianizzazione (contro paganesimo), come civilizzazione (contro brutalità e ferocia) e come funzione provvidenziale del popolo normanno, [...] venuto per ridare splendore alla Francia e per portare una nuova era di pace e prosperità (contro la decadenza e l'anarchia del regno prima dell'arrivo dei Normanni). Questi sono gli elementi su cui Dudone insiste per tutta l'opera e che danno forma alle figure ducali, per quanto il modello seguito nelle singole biografie sia diverso: epico per Rollone, agiografico per Guglielmo Lungaspada, agiografico e insieme regale per Riccardo I.»
Di qui, in Dudone, i racconti delle conversioni di Rollone e, in seguito, di massa, mentre Guglielmo di Jumièges e Orderico, dacché scrivono in secoli successivi (che avevano già assistito al percorso, ormai pressoché concluso, di "legittimazione" ideologica della presenza normanna) abbandonano molti degli artifici mistificatori dudoniani e i vichinghi-normanni tornano a legare il proprio nome alla distruzione e alla rovina.

### Il ritratto storiografico di Riccardo I e le ricadute sui discendenti

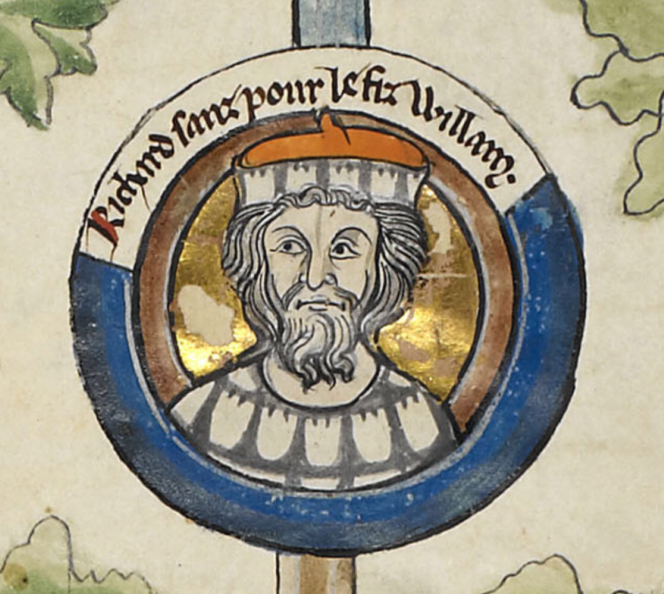
Riccardo Senza paura

Il quarto e ultimo libro della Historia Normannorum dudoniana è dedicato a Riccardo I, terzo signore di Normandia e primo committente di Dudone: questi introduce la biografia di Riccardo con poemi di prefazione in sua lode, in quantità maggiore rispetto agli altri libri. Viene quindi narrata l'infanzia del principe, non senza qualche dovizia di particolari riprendendo le vicende legate alla malfidata tutela di re Luigi IV; il patto di questi con Ugo il Grande, duca dei Franchi, per impossessarsi della Normandia espropriandone il bambino, fino a giungere al soccorso prestato da Haigroldus (Harold), re della Dacia; il voltafaccia di Ugo a Luigi e la finale vittoria di Harold in favore di Riccardo. Dudone riprende ancora l'ennesimo tentativo di sottomettere la Normandia da parte di Luigi con l'aiuto del cognato Ottone, re di Germania e l'assedio di Rouen fino alla rinuncia di entrambi a causa della fiera resistenza normanna.

Anche la maggiore età di Riccardo, secondo la storiografia dudoniana, sarebbe stata travagliata da difficoltà e inganni: Dudone ricorda i tentativi di Tebaldo il Truffatore, conte di Chartres, Blois, Tour e Châteaudun in combutta con Re Lotario IV per invadere la Normandia, e il rimedio a sua volta catastrofico cui si era dovuto volgere Riccardo, ossia l'aiuto dei Daci che tuttavia per anni con le loro scorrerie devastarono la Francia, risparmiandone solo la Normandia; finché i vescovi franchi, riuniti in sinodo e tramite il vescovo di Chartres, non ottennero che questi intercedesse presso Riccardo perché riportasse la pace in Francia: compito in ultimo non facile a causa della presenza proprio degli alleati che erano ormai decisi ad impossessarsi comunque della Francia, in beneficio di Riccardo o, se questi non avesse accettato, spartendosela infine tra loro.
Proprio a questo punto era finalizzato, dimostrandone dunque consapevolezza, il progetto di scrittura di Dudo, che ricorda come provvidenziale l'intervento di Riccardo, munito fin da bambino di "Dacisca eloquentia", ossia la capacità di esprimersi in maniera efficace e convincente nella lingua dei Daci, sicché le trattative furono fondate sull'esposizione, da parte di Riccardo, dei princìpi della fede cristiana, quindi sull'accordo per il quale i Daci si sarebbero convertiti e battezzati e avrebbero ricevuto da Riccardo terre in cui vivere in pace, o avrebbero lasciato la Francia.

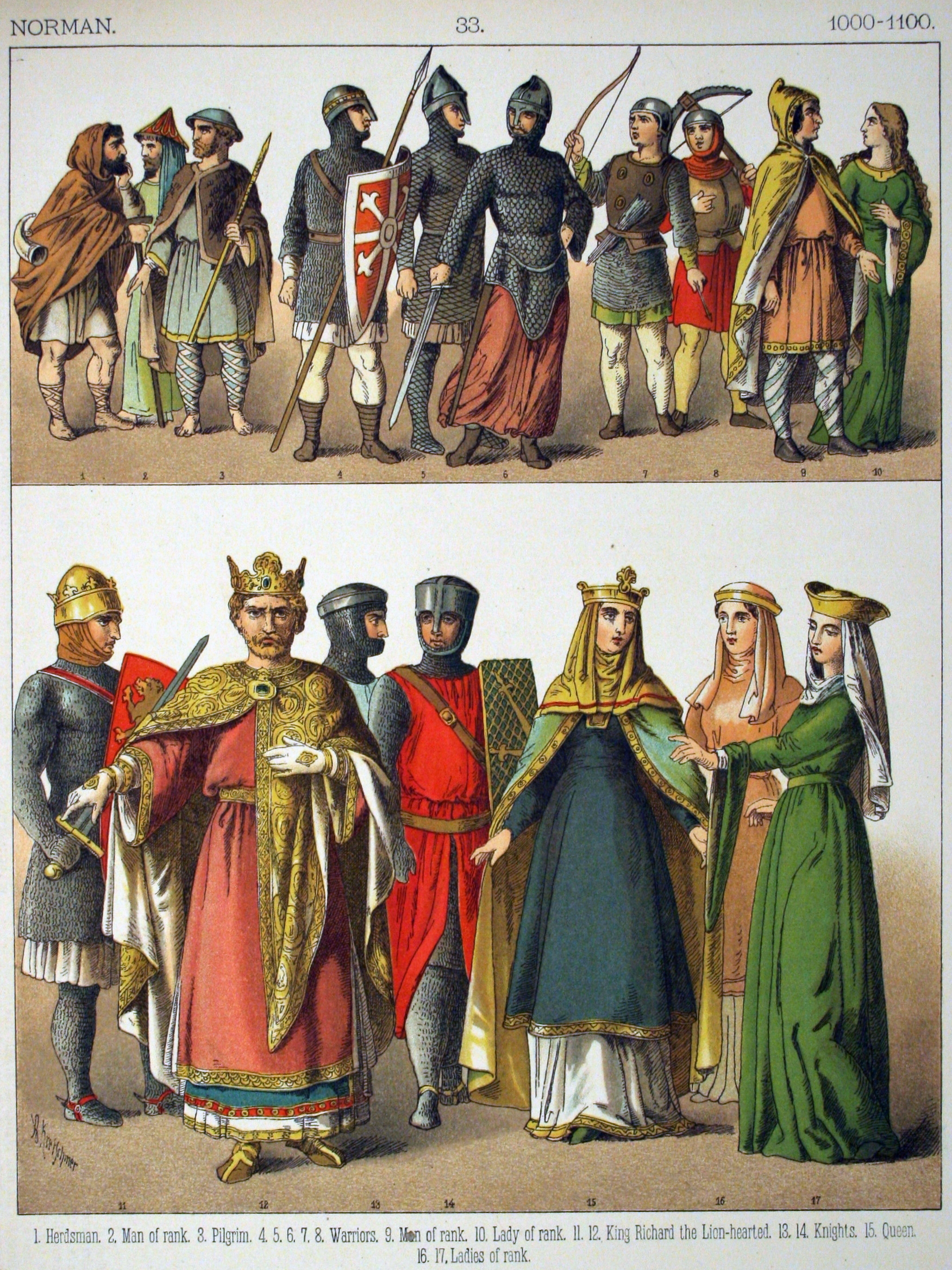
Normanni, XI-XII secolo

 Lo storiografo fa notare come il resto del regno fu pacifico e sereno: Riccardo superò la morte senza figli della moglie Emma, dapprima legandosi a concubine da cui nacquero diversi figli, per poi giungere al matrimonio, caldeggiato con insistenza dai suoi consiglieri, con una donna di nobile stirpe dacica, da cui ebbe cinque figli e tre figlie, tra cui l’erede del ducato. 
Dudone non omette inoltre di ricordare l'opera del duca come costruttore e restauratore di chiese e monasteri, tra cui l'espansione, perché non fosse meno estesa del palazzo ducale, della basilica di Fécamp dedicata alla Santa Trinità.
Inoltre, Dudone non risparmia qualificazioni che sottolineano la santità di Riccardo: «Christi famulum», pio nella penitenza, devoto e sollecito a stimolare nel proprio popolo moralità e devozione, non meno che nella Chiesa e nelle comunità religiose, una figura messianica anche nella fondamentale qualità della regalità, «di tradizione carolingia [ma] fortemente cristianizzata nei valori, nelle virtù del re e negli scopi del suo officio», giudice giusto ed equo, impavido intercessore e difensore del suo popolo. Addirittura il ritratto che ne traccia rispecchia le beatitudini evangeliche: e tale artificio utilizza per Riccardo ma anche per i Rollonidi in generale, mostrandoli come una genealogia di santi, in una esplicita spirale di «apoteosi» in cui ad ogni generazione il quoziente di santità aumenta, fondato sul "capitale" mutuato dagli avi.
Un confronto con la storiografia franca o con quella posteriore a Dudone permette tuttavia di restituire un ritratto diverso da quello da questi tracciato: Guglielmo di Jumièges è assai più parco di lodi e nell'aggettivazione, ridimensiona di molto sia le qualità del sovrano sia il tono agiografico e non riprende l'escalation di virtutes di cui rivestire Riccardo; addirittura Torigni opererà per "sottrazione": segno che i tempi erano cambiati, ossia che a metà del sec. XI secolo e nel successivo la pubblica opinione accetta una più normale immagine dei duchi di Normandia.

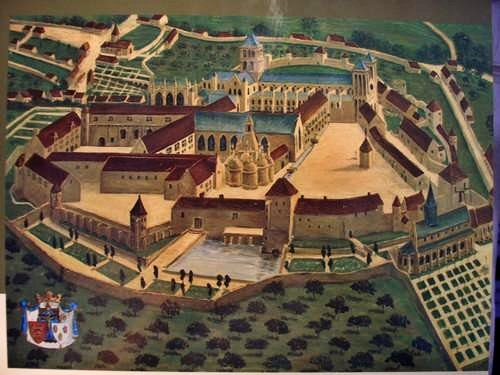
L'Abbazia di Fécamp nel XIII sec.

Diverso invece il successivo approccio di Wace, più verboso e romanzesco, accattivante per la narrazione (anche prolissa) di avventure e del tipico ritratto di "signore cortese" quale poteva rappresentare la letteratura in francese antico dal XII secolo, o del XIII: e ciò sarebbe valso anche per il Riccardo consegnato alla storia dalla Chronique des ducs de Normandie di Benoît.

#### "Fortuna" dell'opera dudoniana e tradizione
Non a caso Pierre Bouet puntualizza la "fortuna" di cui godette il De moribus (malgrado si fossero spesso rimarcate sue caratteristiche di racconto romanzesco o poco affidabile), tant'è che «tutti quanti gli storici dell’XI e del XII secolo lo utilizzarono in quant[o] fonte di grande rilievo [..]», dal riassunto che ne fa Guglielmo di Jumièges all'ispirazione da esso tratta da parte di «Orderico Vitale, Guglielmo di Malmesbury, Roberto di Torigni, Wace e Benedetto di Sainte-Maure». Tale successo, secondo lo studioso, sarebbe stato dimostrato dalla consequenzialmente massiccia riproduzione dell'opera stessa, testimoniata dalla tradizione di ben «dieci codici dell’XI e del XII secolo» ad essa relativi.

## Il primo Riccàrdide: Riccardo II

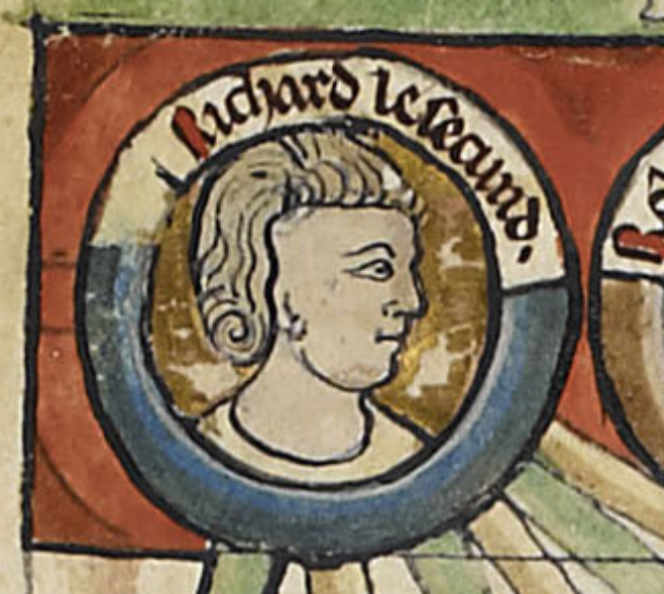
Riccardo II, il Buono

Figlio del capostipite Riccardo I ed erede del titolo, a quanto riportano le fonti, e di fatto il primo dei cosiddetti "Riccardidi" fu Riccardo II, nato dal connubio con Gunnora di Normandia, di «nobilissima stirpe»: «nobilissima puella Danico more sibi iuncta», secondo il monaco e cronista normanno Guglielmo di Jumièges, nella sua Historiæ Normannorum Scriptores Antiqui, e secondo il priore dell'abbazia di Bec e sedicesimo abate di Mont-Saint-Michel) Robert di Torigny, che da parte sua così la definisce: «Gunnor ex nobilissima Danorum prosapia ortam».
Sui genitori di Riccardo testimonia anche il monaco e cronista inglese Orderico Vitale.

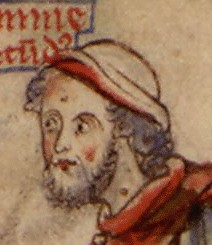
Riccardo II

La legittimità della successione di Riccardo II fu costituita e rafforzata anche contro pretese esterne, eventualmente provenienti da parte dei parenti di Gunnora, quando l'unione more danico (già testimoniato da Guglielmo) fu perfezionata, per volere dei maggiorenti normanni, nel vincolo del matrimonio. 
Nelle società scandinave erano in uso varie forme di concubinato legale, contrassegnate anche da diversi livelli non solo di unione fra uomini e donne ma anche di diritti ereditari, specie dei titoli, per la loro discendenza; a causa di tale fluidità della natura del rapporto, riccardidi, ossia discendenti a vario diritto, saranno dunque "naturalmente" considerati anche i figli dell'unione di Riccardo con le concubine.
I signori normanni, via via, come mostra la vicenda di Riccardo I e della sua frilla Gunnora, dovettero fronteggiare l'esigenza di procedere al matrimonio secondo il rito cristiano secondo la morale via via elaborata dalla Chiesa e infine stabilizzata nel pur assai posteriore Concilio di Trento.

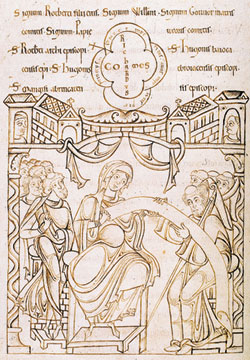
Gunnora di Normandia

Ad eccezione di Riccardo II, tutti costoro infatti correvano altrimenti il rischio di subire, a causa della propria origine spuria, l'esclusione dalla successione ducale: nondimeno tuttavia il duca poté attribuire loro cariche e titoli di spicco, sia nobiliari e secolari che ecclesiastici, quali "conte", "vescovo", "arcivescovo"), così da creare una fascia di alta aristocrazia all'interno della classe dirigente normanna, che governò le contee di Eu, Évreux e Mortain.

## Roberto d'Évreux: la "sintesi" tra potere spirituale e secolare neiprimatinormanni
Nella storia della Normandia dell'XI secolo si rendono evidenti una tendenza dapprima e poi la realizzazione effettiva quanto alla "sintesi" tra potere spirituale e secolare nei "primati" normanni.
Esemplari, a questo riguardo, furono i casi di Riccardo I Senza paura e di Roberto d'Évreux. Se il primo, specie dalla storiografia coeva o appena successiva, fu presentato in modo al riguardo paradigmatico, in particolare fu nel figlio di Riccardo, e fratello cadetto del suo successore Riccardo II, che si realizzò la fusione dei poteri di maggior spicco, rappresentati dalla sede arcivescovile di Rouen e dalla contea di Évreux, di fatto riunendosi così nella sua persona i poteri e i titoli primaziali del tempo (ossia, ancora in senso generale, i più alti), ecclesiastici non meno che quelli secolari.

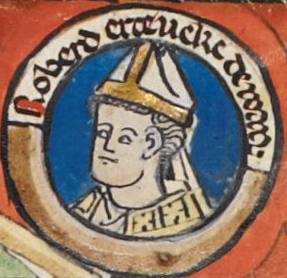
Roberto "il Danese"

J.H. Foulon individua la cosiddetta "Prima fondazione" della Abbazia di Le Bec come caso specificamente significativo della complessa situazione politica e religiosa della Normandia dell'XI secolo, intrisa di strategie politiche, intrighi familiari, interessi personali e aspirazioni religiose autentiche.
Il duca di Normandia era nel sec. XI leader incontestato della Chiesa normanna, in virtù del suo potere di effettuare nomine ecclesiastiche di alto livello, sia per i legami di fedeltà e lealtà che intercorrevano nei suoi confronti da parte di vescovi e abati come di vassalli ad un principe.
Proprio a tale ritratto corrisponde di fatto la figura di Roberto d'Évreux per la concentrazione nelle sue mani di cariche e poteri detenuti e esercitati.
Alla morte, infatti, nel novembre del 989 di Ugo II Arcivescovo di Rouen, secondo Guglielmo di Jumièges Riccardo I propose Roberto, che ivi aveva destinato sin dall'infanzia per la sua educazione, come successore al seggio arcivescovile, e secondo Robert di Torigny lo fece eleggere: tuttavia fu di intralcio a tale decisione, secondo Dudo di San Quintino, la decisa opposizione da parte del clero, fondata sul carattere illegittimo dell'unione fra i genitori di Roberto. Solo dopo che si svolsero le nozze con rito religioso tra i due, nel 990, così come peraltro esigevano i maggiorenti normanni, Roberto poté divenire ufficialmente arcivescovo di Rouen.
Nel 996, quando per volere del padre Riccardo assunse anche il contado di Évreux, nessuno deteneva in Normandia autorità più alta di quella di Roberto, a parte il fratello Riccardo II.
Poiché non era stato ancora sancito l'obbligo del celibato, Roberto non mancò di prendere moglie, seppure arcivescovo e attirandosi sdegno da parte dei critici, come peraltro fino ad allora lo avevano fatto i suoi costumi sessuali libertini. Dalla concubina/sposa, Herleva, nacquero i figli Riccardo, Rodolfo, Guglielmo e Gualtiero, di cui il primo e quest'ultimo gli succedettero come Conte di Évreux.

## Riccardo III di Normandia

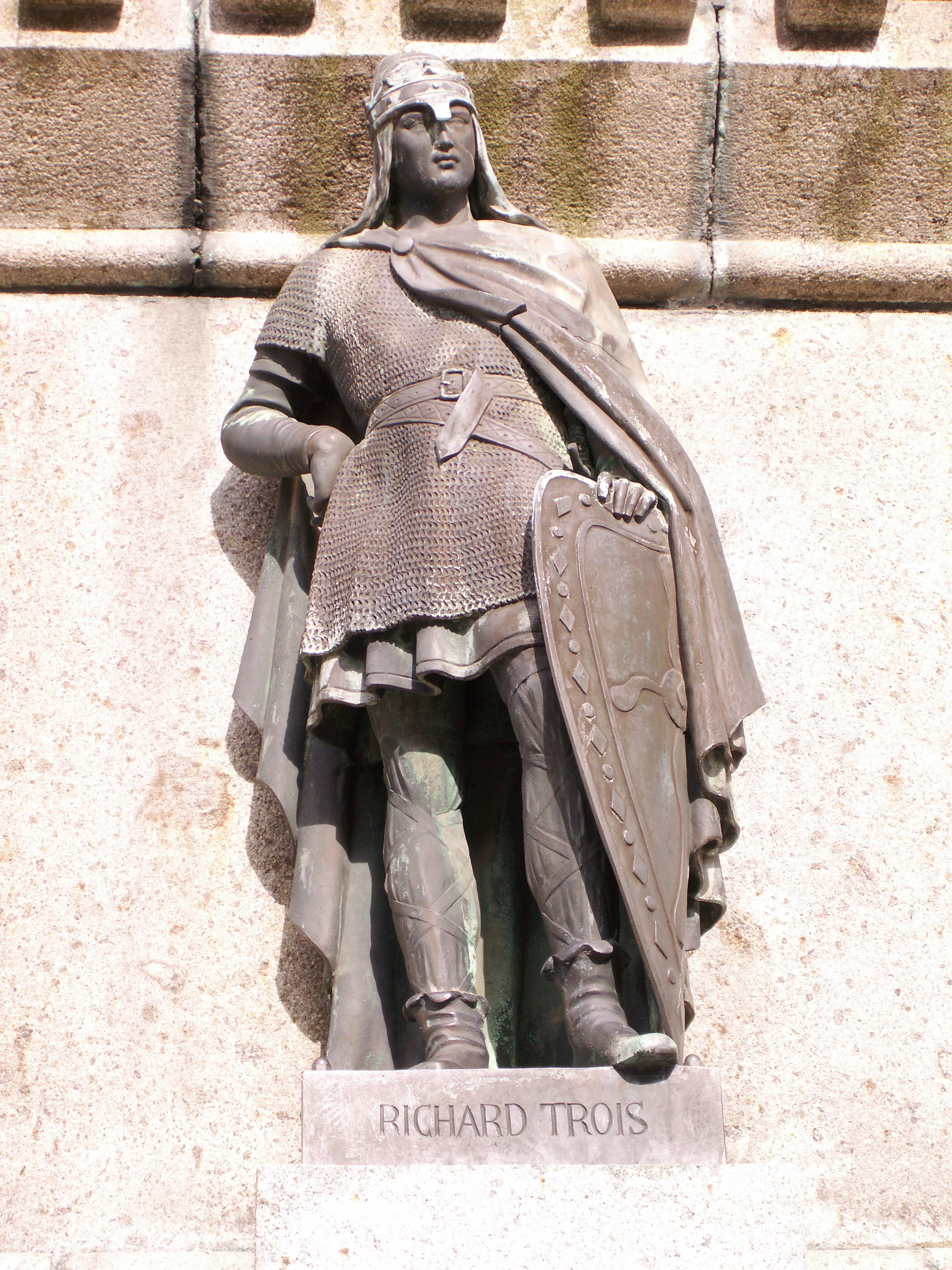
Riccardo III

Figlio di Riccardo II e di Giuditta, sorella di Goffredo I di Bretagna che ne aveva organizzato il matrimonio come patto di alleanza con Riccardo "il Buono", Riccardo III fu il quinto signore della Normandia, per un biennio (1026-1028), e terzo ad ottenerne formalmente il titolo di Duca.
Riccardo fu infatti associato dal padre al trono conteale nel 1016 ma a quattro anni prima, 1012, secondo quanto riportato da Guglielmo di Jumièges, già risale la sua prima citazione in un documento in cui è tra i sottoscrittori comitali, insieme con i due abati, di uno scambio di proprietà tra i monasteri di Jumièges e Bougeuil: «Richardus [...] filius Ricardi principi magni [...]»
Già prima del 1026, anno di morte di Riccardo II (come nota peraltro il curatore Auguste Le Prévost, tutta questa parte della cronologia normanna è avvolta da rilevanti oscurità, tanto che non si possa precisare la data di morte di Riccardo II) Riccardo III aveva già manifestato la propria autorità e il proprio senso di iniziativa quando, inviato dal padre, aveva forzato Ugo, vescovo di Auxerre e conte di Chalon, a liberare Rinaldo I di Borgogna, mettendo sotto assedio appunto quest'ultima.

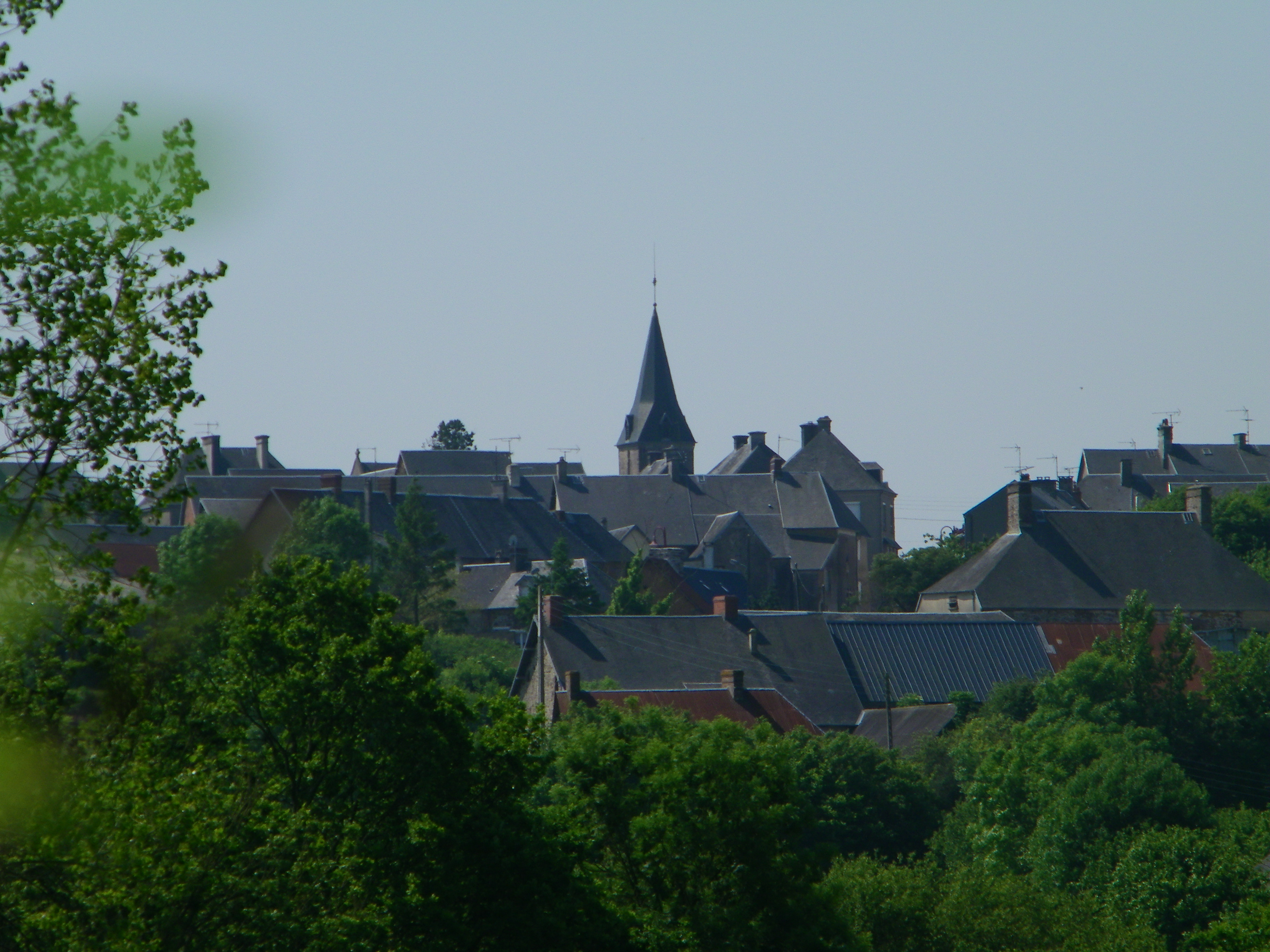

 Orderico Vitale attesta come brevissimo il ducato di Riccardo, durato appena un anno e mezzo per la morte di questi: «Defuncto autem Ricardo Gunnoride, Ricardus juvenis, filius ejus, successit, et vix anno uno et dimidio ducato potitus obiit»: «Morto Riccardo il Gunnoride [ossia Riccardo II], gli succedette il figlio Riccardo, ma morì appena un anno e mezzo dopo esser divenuto duca».
Riccardo aveva sposato Adele, o Adélaïde (1009-1079), duchessa consorte di Normandia dal 1027 al 1028, figlia del re di Francia Roberto II detto il Pio, da cui non ebbe discendenza, ma da donne di cui non è riportato il nome ebbe tre figli illegittimi: Nicola, Papia, Aeliz.

## Roberto I di Normandia

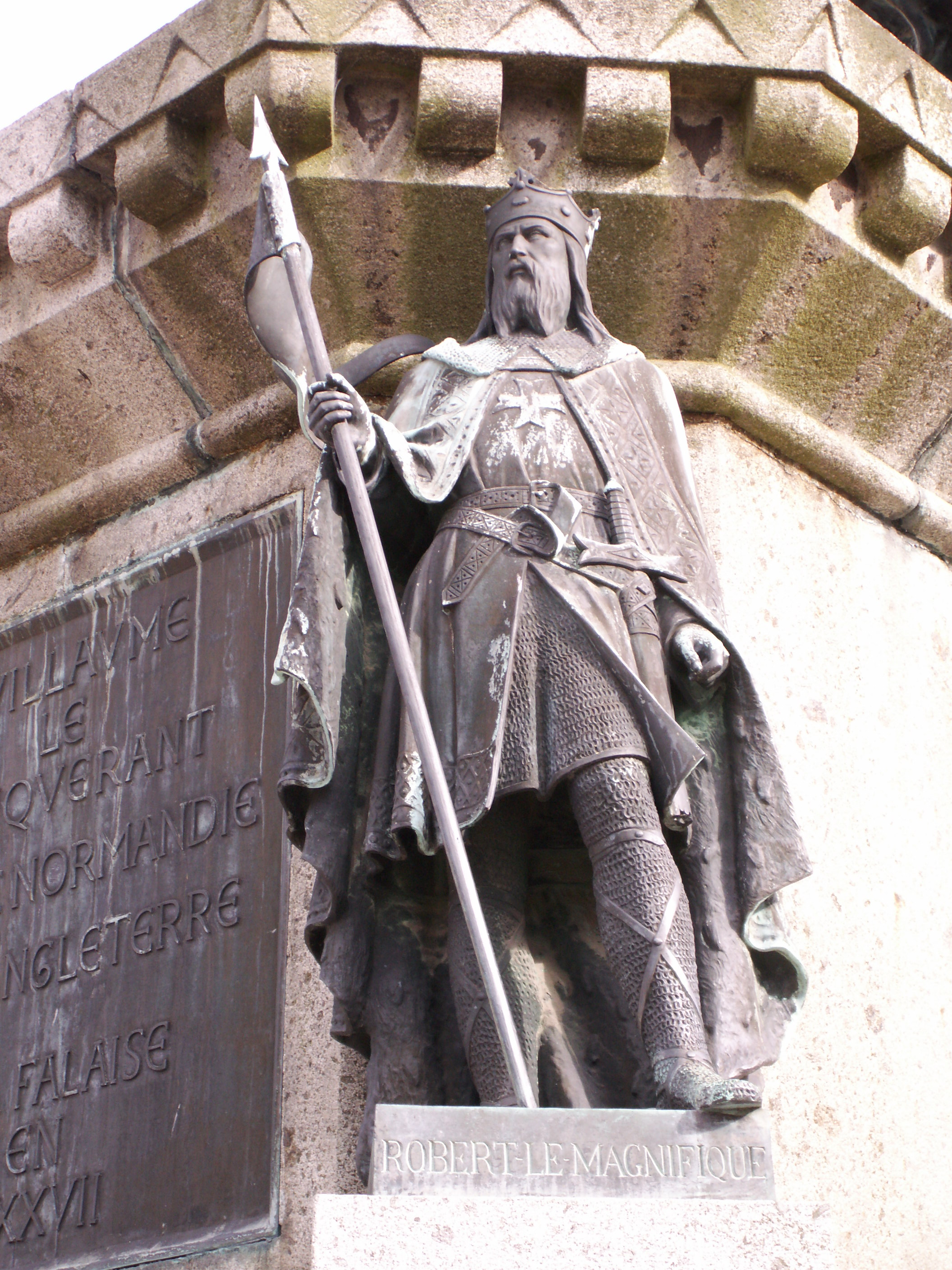
Roberto I

Riccardo II, al momento di associare Riccardo al trono ducale, aveva assegnato al proprio figlio minore Roberto la contea di Hiesmois e aveva fatto accompagnare Riccardo da Roberto nell'impresa da lui condotta contro Ugo di Chalon.
Al titolo di conte si sarebbe presto aggiunta la carica del padre. Appena dopo aver citato la precoce morte di Riccardo III, Orderico sinteticamente continua: «Quindi ottenne il principato di Normandia suo fratello Roberto e lo tenne sette anni e mezzo gloriosamente, inoltre non mancando di seguire il pio esempio dei suoi padri [...]».
Roberto (detto "Roberto il Magnifico" o anche "Roberto il Diavolo", 1002/1010†1035) è, come indirettamente attesta Orderico e più esplicitamente Dudo, uno dei Riccardidi in cui maggiormente spicca la già citata "sintesi" tra energia e capacità di iniziativa nel dominio temporale da un lato e pietas dall'altro, feroce contro i nemici ma «benignus» (ossia benevolo) nei confronti di chi non gli era ostile, «pio e devoto nel culto di Dio». Nondimeno, o proprio a conferma di ciò, appunto gli storiografi antichi non mancarono di far pesare sulla prematura morte di Riccardo non velati sospetti.

Dudo infatti nota sin dal secondo (caput II) dei capitoli dedicati a Roberto dapprima la discordia, quindi la riappacificazione tra i fratelli. Nel 1028, infatti, Roberto si era ribellato a Riccardo e si era barricato nel capoluogo della contea di Hiesmois, Falaise, secondo Guglielmo di Jumièges, quindi capitolando («a perfidia resipiscente Roberto»: «riprendendosi Roberto dal tradimento, dalla perfidia», commenta Dudo) dopo che il fratello aveva posto sotto assedio la città. 

Riccardo aveva lasciato un figlio piccolo («parvulus puer»), Nicola (Nicolaus), che Roberto non ebbe difficoltà ad esautorare.
Di Nicola gli storici antichi (Guglielmo di Jumièges, Roberto di Torigni, Orderico Vitale) riportano alcuni dati concisi: privato del titolo da Roberto e condotto ad essere allevato «in cœnobio sancti Audoeni» («sancti Petri» invece per Orderico) «in suburbio Rotomagensi», ne sarebbe stato abate per circa mezzo secolo; ivi, presso la Chiesa abbaziale di Saint-Ouen, un'epigrafe monumentale ne registra la morte e la sepoltura a Nicea, nel 1092, di ritorno (come fu sorte anche del fratello Roberto) dal pellegrinaggio a Gerusalemme.
Mentre tuttavia Orderico aveva già ventilato il sospetto che Riccardo fosse stato avvelenato («Richardus III veneno, non plene biennio peracto, periit»), e Guglielmo di Jumièges ne avrebbe paventato la possibilità, sarebbe stato il Roman de Rou di Wace, nel secolo successivo, a collegare esplicitamente l'avvelenamento alla responsabilità di Roberto. 
All'inizio del XII secolo, Guglielmo di Malmesbury nei suoi Gesta Regum Anglorum avrebbe attribuito l'avvelenamento a diretta istigazione o passiva connivenza da parte di Roberto, la stessa versione fornendo la Chronica de gestis consulum Andegavorum.

Se poi è possibile che la lontananza cronologica dal fatto abbia sbiadito l'attendibilità di quanto riportato dagli storiografi, nondimeno è da notare che il sospetto è avanzato già da Ademaro di Chabannes, quindi in epoca vicinissima ai fatti (Ademar morì nel 1034), e precedente a Guglielmo di Jumièges.
Di seguito, Dudo si sofferma a riportare le gesta di Roberto, le ostilità relative alla Contea di Évreux tra Roberto e lo zio Roberto d'Évreux, arcivescovo di Rouen e conte in carica, a seguito delle quali lo zio dovette rifugiarsi presso Roberto II di Francia, per poi esser richiamato in patria dal nipote dopo che si furono riconciliati; il suo intervento in favore dei suoi cugini, Edoardo il Confessore e Alfred Aetheling, esiliati in Normandia, segnato dall'insuccesso dacché non poté raggiungere l'Inghilterra, volgendosi così invece ad assoggettare il duca di Bretagna, Alano III.

### Lapietasdi Roberto
Orderico rilevò come Roberto non avesse mancato di «seguire il pio esempio dei suoi padri» anche nella fondazione di istituti e edifici religiosi: avviò la costruzione dell’abbazia cerasiacense, fondò, nel 1030, l'abbazia della Santa Trinità (Sainte-Trinité du Mont), a Rouen e, inoltre, altri monasteri, tra cui Saint-Vigor a Cerisy e il primo monastero femminile della Normandia, Montevilliers, presso la foce della Senna. Inoltre, Roberto approvò la costruzione di monasteri anche da parte dei suoi feudatari.
Conclude poi Orderico: «Infine, Roberto, abbandonati gli onori terreni, intraprese il pellegrinaggio per la Terra Santa, per poi morire, nel viaggio di ritorno, a Nicea, città della Bitinia, nel 1035».

## La rivalità deiRichardidescon Guglielmo
Accingendosi alla partenza, Roberto, che ancora non aveva discendenti legittimi, si era premurato di destinare a proprio successore il figlio bambino, malgrado le obiezioni presentate in consiglio da alcuni dei nobili dacché il piccolo era illegittimo per la Chiesa in quanto nato dall'unione more danico con Herleva: Guglielmo. 
Quali tutori, ne furono nominati i tutori stessi del ducato, tra cui lo stesso precettore di Roberto e suo cugino Gilberto di Brionne.

Venendo essi via via eliminati, fu Roberto d'Évreux ad assumersi la reggenza del ducato e la tutela del piccolo pronipote, e, dopo di lui, l'arcivescovo di Rouen e suo successore Mauger.

## Mauger di Rouen e ladébâcledei Riccàrdidi

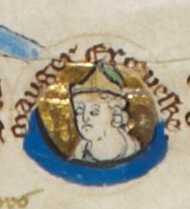
Mauger arcivescovo di Rouen

Mauger, figlio di Riccardo II di Normandia, fu creato arcivescovo di Rouen nel 1037, alla morte dello zio Roberto d'Évreux che aveva lasciato vacante la sede. La scelta del giovane, che era forse meno che ventenne e non godeva del prestigio e dell'autorità consoni al ruolo nei suoi aspetti secolari, come nota Michel de Boüard, era finalizzata però a mantenere la posizione di potere della fazione dei Richardides, specie, in seguito, contro Guglielmo di Normandia (poi "il conquistatore").
Mauger, insieme con il proprio fratello di sangue Guglielmo, si era attestato come uno dei maggiori oppositori del nipote, di cui dallo zio aveva ereditato anche la tutela:
I dissidi con Guglielmo e le divergenze politiche si erano acutizzati talmente che quest'ultimo, ormai insofferente alla tutela su di lui esercitata e desideroso di eliminare ogni interferenza nella sua vita privata (Mauger si era opposto al matrimonio del nipote con Matilde di Fiandra del 1049) e nelle scelte politiche, si impegnò per defenestrare Mauger dalla carica e spezzarne la temuta collusione con l'altro zio, Guglielmo d'Arques (o di Talou). Guglielmo ebbe peraltro buon gioco a mettere in risalto l'indegnità come presule dello zio, che indulgeva al libertinaggio e a una vita dissoluta, di cui si sospettava ricorresse a pratiche magiche, o addirittura alle scienze occulte e che era soprattutto, nelle parole attribuite alla sua prospettiva dallo storico Orderico Vitale, «nec Deo devotus, nec mihi fidus»: di modo che il Concilio di Lisieux, costituito dai vescovi della provincia in presenza del legato papale nel maggio del 1055 e riunitosi sotto il patronato del giovane Guglielmo, potesse deporre Mauger e bandirlo.
Inserendo tale atto nel più ampio programma di un'ambita riforma morale della Chiesa di Normandia, per la quale i tempi si erano ormai maturati, venivano così estromessi gli ultimi Richardides anche dalla politica normanna.